# پروویه مایا (آستراخان)
پروویه مایا (به لاتین: Pervoye Maya) یک منطقهٔ مسکونی در روسیه است که در استان آستراخان واقع شده‌است.